# Marcus Iallius Bassus Fabius Valerianus
Marcus Iallius Bassus Fabius Valerianus (v. 120 – v. 170) est un homme politique et un général romain.

## Biographie
Marcus Jallius Bassus, sans doute originaire de la région du Vivarais où un mausolée lui a été édifié, a exercé ses fonctions sous Marc Aurèle et sous Lucius Verus, après le règne d'Antonin le pieux dont la dynastie est originaire de Nemausus (Nîmes), proche du Vivarais. Après une carrière militaire, il fut consul de Rome, gouverneur de la Pannonie inférieure puis de la Pannonie supérieure,comme en témoigne une stèle retrouvée près de Budapest,.
On retrouve dans une note de bas de page de l'Histoire du Vivarais du Chanoine J. Rouchier, sous la direction de Jean Regne, une évocation de ce Marcus Jallius Bassus, membre du peuple des Helviens, citoyen romain inscrit dans la tribu Voltinia.
Ce mausolée portant une inscription lapidaire à son nom avait été trouvé à Rosières au lieu-dit "Mas Gadret" , dans le canton de Joyeuse, mais l'auteur ne savait où elle pouvait être conservée en 1914 (d'autres sources parlent du Musée Lapidaire de Lyon).
Texte de l'inscription :
« M(arco) Iallio M(arci) f(ilio) Volt(inia) Basso Fabio Valeriano co(n)s(uli) prae[tori leg(ato) leg(ionis) XIIII Geminae Mart(iae) Vict(ricis)] leg(ato) Aug(usti) pr(o) pr(aetore) / provinc(iae) Pannoniae inferioris curatori oper(um) [p]u[blic(orum) leg(ato) Augg(ustorum) pr(o) pr(aetore)] provinciae / M<oe=Y>siae inferior(is) comiti Augustorum Parthicae exp[ed(itionis) leg(ato) Augg(ustorum) pr(o) pr(aetore) provinc(iae) Pan]noniae superioris »
L'inscription a été en partie retrouvée et complétée, la partie retrouvée est visible au château d'Aubenas.